# Impressions Games
Impressions Games war ein britischer Entwickler und Publisher von Computerspielen für Amiga und PC. Impressions Games wurde 1989 von David Lester und Ed Grabowski gegründet, nachdem eine Vertriebspartnerschaft mit Zeppelin Games gescheitert war. 1992 eröffnete man eine Niederlassung in den USA und schloss einen Vertrag mit Omnitrend. 1995 wurde das Unternehmen von Sierra übernommen. 2004 schloss das inzwischen zu Vivendi gehörende Sierra im Rahmen von Umstrukturierungsmaßnahmen unter anderem Impressions Games.
Die bekanntesten Spiele von Impressions Games waren Teil 1–3 der Aufbau-Strategiespiel-Serie Caesar sowie die sehr ähnlichen Spiele Pharao, Herrscher des Olymp – Zeus und Der erste Kaiser, die Reihe der Lords of the Realm und später Lords-of-Magic-Spiele sowie die Wirtschaftssimulation Rüsselsheim.